# Chronologie de Bratislava
Pour un article plus général, voir Bratislava.

Drapeau de la Slovaquie

Cette chronologie de Bratislava liste les principaux événements de l'histoire de la capitale de la Slovaquie.

## Histoire

### Préhistoire
- 25-15 millions d'années : 3 squelettes de (Epi) Pliopithecus Vindobonensis ont été trouvés dans le quartier de Devínska Nová Ves en 1957
- 14-10 millions d'années : des dents de Griphopithecus suessi (auparavant appelé Sivapithecus Darwiny ou Dryopithecus darwiny) ont été trouvées dans le quartier de Devínska Nová Ves en 1902
- Paléolithique : des haches et autres outils en pierre d'Homo heidelbergensis (datant de 0,45 et de 0,3 million d'années) et d'hommes de Néandertal
- Néolithique : premier campement permanent connu sur le territoire de la ville (Culture à céramique linéaire)
- IVe siècle av. J.-C.-50 av. J.-C. : des Celtes (plus exactement des Boïens) installent un important oppidum (ville fortifiée) avec un atelier monnaies vers 125 av. J.-C. ; on trouve une citadelle sur la colline du château et quelques campements en contrebas ; Bratislava est une ville pour la première fois de son histoire (elle le redeviendra au IXe siècle et encore au XIe siècle).

### Iersiècle-Xesiècle
- Ier siècle-Ve siècle : la frontière de l'empire romain (Limes Romanus) passe juste au milieu de la ville actuelle ; beaucoup de campements romains et germaniques
- autour de 500 : arrivée des Slaves
- Années 560 : arrivée des Avars
- 623 (620?) : Samo est proclamé roi des Slaves après une insurrection réussie (probablement à Devín) contre les Avars
- de 623 à 658 ou 659 : Bratislava fait partie de l'empire de Samo
- de la fin du VIIIe siècle à 907 : les châteaux de Bratislava et de Devín sont des places fortes importantes de la principauté de Nitra et depuis 833 de la Grande Moravie
- 805 : au XVIe siècle l'historien bavarois Johannes Aventinus écrit qu'en 805 le château de Bratislava est reconstruit pendant le règne du prince Vratislav à la place des ruines d'un ancien campement romain appelé Pisonium et a été nommé Wratisslaburgium ; si cela est vrai, le prince Vratislav est, après Samo, la deuxième personnalité historique slave connue dans cette région du Danube
- 864 : première référence écrite au château de Devín (Dowina)dans les Annales de Fulda
- autour de 900 : la ville est probablement possédée par le prince Braslav (Bräslav, Brazlaw)- ou par un magnat du même nom - qui était un vassal de la Bavière (Allemagne) ; jusqu'à récemment on pensait que Bräslav était la personne qui a donné à la ville de Bratislava son nom allemand Brezalauspurc (voir 907), plus tard Pressburg, et probablement aussi son nom slovaque actuel Bratislava ; de nos jours on pense plutôt que Pressburg/Brezalauspurc est une déformation de Predeslausburg, un nom dérivé de Predslav, qui était (selon certains historiens) le dirigeant de Bratislava autour de 900 et le 3e fils du roi de Grande Moravie Svätopluk ; on pense que le nom moderne de Bratislava est, lui, dérivé (par erreur) du nom du prince tchèque Břetislav Ier
- 907 : la ville fait partie du territoire que dominent les conquérants magyars (Hongrois), et la première référence écrite à Bratislava (Brezalauspurc) est faite en rapport à la bataille de Bratislava (dans les annales des Salzbourg) : les Bavarois menés par le duc Léopold sont écrasés par les Magyars ; ces derniers occupent aussi la Marche Orientale (Autriche) jusqu'en 955 ; cette bataille est traditionnellement considérée comme la fin de la Grande Moravie
- 992(?) à 1002(?) : Bratislava et ses alentours font probablement partie de la Bavière (Saint-Empire romain germanique) ; en 1002(?) elle est donnée en dot de Gisela, fille de Henri II de Bavière, à Stéphane Ier de Hongrie, son nouveau mari.

### 1000-1241
- 1000-début du XIIIe siècle : un marché se développe dans le futur centre de la ville au pied du château de Bratislava (première référence en 1151) et devient un centre important au début du XIIIe siècle ; d'autres bâtiments suivent aux alentours au XIIe siècle ; au même moment, le château de Bratislava est le château le mieux fortifié de Hongrie parce qu'il fait souvent face à des troupes hostiles et parce qu'il est une des résidences fréquentes des rois de Hongrie (qui y tiennent surtout des fêtes et des tournois), ce qui fait qu'il reçoit des équipements magnifiques ;
- autour de 1000 : le comté de Bratislava (comitatus), un des premiers comté de Hongrie, est probablement fondé par le prince Stéphane Ier de Hongrie
- après 1001 (jusqu'aux environs de 1038) : le prince Stéphane Ier de Hongrie fait frapper des pièces avec l'inscription « Preslav(v)a Civ(itas) » (Ville de Bratislava)
- 1030 : le duc tchèque Břetislav Ier, participant à une vaste campagne de l'empereur allemand Conrad II contre la Hongrie, dévaste la Slovaquie occidentale et entreprend une attaque du château de Bratislava ; il est battu par le roi hongrois
- 1042 : Břetislav Ier et les troupes du roi allemand Henri III le Noir conquièrent Bratislava temporairement
- 1043 : Henri III entreprend une nouvelle invasion
- 1052 : Henri III assiège Bratislava pendant 2 mois sans succès mais il cause des dommages considérables au château ; le pape Léon IX doit venir personnellement dans la ville pour réaliser la paix entre les Hongrois et le roi Henri (en 1053)
- 1073-1074 : Le roi hongrois Salomon – qui était basé au château de Bratislava pendant sa bataille contre Géza et contre le duc Ladislas – a fait reconstruire le château ;
- Aux XIIe siècle et XIIIe siècle : plusieurs vagues de Hongrois s'installent dans le marché en bas du château, ils se joignent aux habitants slovaques alors majoritaires
- 1108 : le roi allemand Henri V aidé du duc tchèque Svatopluk ne réussissent pas à conquérir le château de Bratislava ; une nouvelle attaque des Tchèques (entreprise comme une revanche d'une attaque hongroise en Moravie) échoue en 1109
- 1146 : le duc Boris d'Autriche, assiège et prend le château de Bratislava ; le roi de Hongrie le lui rachète
- années 1160 : le roi hongrois Stéphane III habite au château de Bratislava et améliore ses fortifications
- 1189 : les participants de la troisième croisade en Terre sainte, conduits par le roi allemand Frédéric Barberousse, se réunissent au château de Bratislava.

### 1241-1536
- 1241-1242 : les Mongols ne réussissent pas à prendre le château fortifié et la ville, mais dévastent les habitations qui sont autour ; après 1242, des colons allemands viennent s'installer dans la ville et leur nombre augmente de telle façon que jusqu'à la fin du XXe siècle ils sont l'ethnie la plus nombreuse de la ville ; le château est modifié après ces attaques
- 1271 et 1273-1276 : la ville est prise par le roi de Bohême, Přemysl Ottakar II lors de ses combats contre les Hongrois pour la Styrie ; la première Paix de Presbourg est signée en 1271
- 1285-1286 : la ville est prise par Nicolaus von Güssing noble hongrois et comte palatin, il brûle le château en 1286, mais sa rébellion contre le roi est matée
- 1287-1291 : la ville est prise par le duc autrichien Albert de Habsbourg ; Albert est battu par le noble hongrois Matthieu Csák de Trenčín, qui dirige ensuite les comtés de Bratislava et de Trenčín (Bratislava est à nouveau hongroise)
- 1291 : Bratislava (i.e. la ville au pied du château) obtient ses premiers privilèges connus de ville par le roi hongrois André III : ce privilège de ville n'est pas connu avant mais il est probable car Bratislava est appelée « ville » dès les années 1250 ; après 1291, la ville reçoit beaucoup de privilèges des rois hongrois, spécialement de l'empereur Sigismond de Luxembourg au XVe siècle (voir par ex. 1405)
- 1301-1322 : après la mort du roi hongrois André III, Bratislava est annexée par l'Autriche, parce que la veuve d'André donne la ville aux Habsbourg ; les Habsbourg la rendent à la Hongrie en 1322, mais l'occupent à nouveau rapidement ; c'est seulement en 1338 que la ville devient enfin hongroise à nouveau
- 1405 : la ville est déclarée « ville royale libre » par le roi Sigismond de Luxembourg ; ce statut est attribué à toutes les villes de Hongrie (cela signifie qu'elles obtiennent la « noblesse collective », c'est-à-dire le statut d'un dignitaire féodal avec tous ses privilèges) car Sigismond voulait restreindre le pouvoir des dignitaires féodaux hongrois
- 1428 : les Hussites brûlent les banlieues de Bratislava
- 1429 : des négociations tenues à Bratislava entre Sigismond de Luxembourg et les Hussites (en avril et en juin) échouent
- 1432-1434 : les Hussites échouent lors d'un assaut contre la ville
- 1434-1435 : la Hongrie négocie avec les Hussites pour leur faire quitter la Slovaquie contre tribut à Bratislava
- 1435 : Sigismond de Luxembourg ordonne d'améliorer les fortifications du château après la dernière invasion hussite en Slovaquie
- 1439-1445 : premier pont permanent sur le Danube à Bratislava (il n'existe plus depuis 1445)
- 1440-1443 : luttes entre le château de Bratislava, soutenant le roi Ladislas Jagellon, et la ville de Bratislava en contrebas du château soutenant (et possession de) la reine Élisabeth[Qui ?] : en 1442, Ladislas s'installe au château et conquiert la ville, mais il est vaincu par l'empereur autrichien Frédéric III de Habsbourg soutenant Élisabeth ; finalement en 1443, Élisabeth reprend la ville, mais le château reste aux mains de Ladislas jusqu'à sa mort en 1444
- 1467-1490 : la ville est le siège de la première université de Slovaquie, l'Universitas Istropolitana (souvent appelée à tort Academia Istropolitana)
- 1490-1526 : sous les rois jagellons, Bratislava est un lieu de négociations diplomatiques
- 1490-1491 : Maximilien conduit les Hongrois depuis l'Autriche (été 1490) et occupe même les territoires frontaliers hongrois. Il est contraint de battre en retraite par manque d'argent et signe le traité de Presbourg, aussi appelé la (deuxième) paix de Presbourg, avec le roi hongrois Ladislas II le 7 novembre 1491 : dans ce traité, il est stipulé que la Hongrie renonce à la Basse Autriche et que Maximilien succédera à Ladislas sur le trône si ce dernier n'a pas de descendance mâle
- 1529 : les Turcs assiègent Bratislava, mais n'arrivent pas à prendre la ville
- 1531 (janvier) : les églises et les hôpitaux situés en dehors des murs de la ville sont délibérément détruits pour que les Turcs ne soient pas capables de voir à l'intérieur des murs
- début de 1532 : des milliers de soldats sont envoyés à Bratislava pour la protéger de l'avance des Turcs qui marchent sur Vienne ; Bratislava est temporairement transformée en camp militaire ; les Turcs, voyant toutes ces forces militaires, décident d'attaquer Vienne par le Sud.

### 1536-1784
- 1536-1784 : la ville devient la capitale du royaume de Hongrie (dont le territoire est alors réduit à la Slovaquie et le Burgenland actuels, car les Turcs tiennent Budapest à ce moment-là) ; le royaume de Hongrie fait partie de la monarchie Habsbourg de 1526 à 1780 puis Habsbourg-Lorraine de 1780 à 1918
- 1542-1848 : siège des séances de la Diète hongroise
- 1563-1830 : ville de couronnement des rois et reines hongrois (dans la cathédrale Saint-Martin) ; le premier couronnement est celui du roi Maximilien de Habsbourg, le dernier est celui de Ferdinand V ; 11 rois et 8 reines sont couronnés dans la cathédrale Saint-Martin
- XVIIe siècle (voir aussi 1704) : la ville est touchée par les révoltes anti-Habsbourg (qui se déroulent de 1604 à 1711) ; s'y ajoutent des batailles contre les Turcs, des inondations, la peste et d'autres désastres
- 1606 (pendant la révolte de Stéphane Bocskay) : les troupes de Bockay occupent les alentours de Bratislava
- 1619-1621/1622 (pendant la révolte de Gabriel Bethlen) : Bethlen conquiert Bratislava en 1619 ; il est battu par les troupes impériales en 1621 et assiège ensuite la ville de 1621 à 1622 ; voir 1626
- 1671-1677 : Bratislava est le siège de la cour extraordinaire contre les protestants et les partisans anti-Habsbourg ; par exemple, il s'y tient un grand procès contre les participants de la conspiration de Wesselenyi en 1671
- 1682-1683 : pendant la révolte de Imre Thököly Bratislava résiste face aux troupes de Thököly ; finalement la ville capitule (mais pas le château) en juillet 1683, et n'est reconquise par les troupes impériales qu'après la défaite des Turcs près de Vienne en septembre 1683
- 1607 : le lycée évangélique luthérien (Evanjelické ly'ceum), une sorte de lycée protestant et au XIXe siècle aussi une sorte d'université, est fondé (voir 1803)
- 1626 : la (3e) Paix de Presbourg est signée entre Gabriel Bethlen et l'empereur Ferdinand II, elle met fin à la révolte anti-Habsbourg de Bethlen
- depuis le XVIIIe siècle : centre d'un important mouvement national slovaque et d'un mouvement culturel (la « Renaissance nationale slovaque »), Bratislava voit l'éveil de la conscience nationale
- 1704 : (pendant la révolte de François II Rákóczi) le prince Eugène de Savoie-Carignan réussi à protéger Bratislava des troupes de Rákóczi, mais les alentours de la ville sont totalement détruits
- 1710-1711 : la grande épidémie de peste tue 3 800 personnes
- 1711-1780 : parmi les meilleures années de la ville : beaucoup de nouveaux bâtiments baroques sont construits, l'économie est florissante (1re manufacture en 1728), les premiers parcs voient le jour (Hviezdoslavovo námestie), le mur d'enceinte de la ville est détruit en 1775 pour permettre son expansion, le premier théâtre de la ville ouvre ses portes en 1776
- 1705 : le premier journal de Hongrie, Mercurius Veridicus ex Hungaria, est publié à Bratislava
- 1721-1722 : le premier journal à publication régulière du Royaume de Hongrie, le Nova Posoniensia, est publié dans la ville ; il est écrit en latin
- 1762 : le jeune Wolfgang Amadeus Mozart âgé de 6 ans donne un concert dans le palais des Palffy.
- 1764 : le premier journal d'information en langue allemande de Hongrie, le Pressburger Zeitung, est publié à Bratislava (jusqu'en 1929)
- 1780 : le premier journal d'information en langue hongroise, le Magyar hírmondó, est publié à Bratislava
- 1782 : le nombre d'habitants atteint 33 000 (desquels 29 223 sont dans la partie de la ville qui est au pied du château et qui a le statut de ville royale libre (voir 1405)), ce qui fait de Bratislava la plus grande ville de Hongrie ; le nombre d'habitants a triplé entre 1720 et 1780
- 1783 : le premier journal d'information en langue slovaque, le Presspurske Nowiny, est publié dans la ville
- 1783 : le premier roman en langue slovaque, René mládenca príhody a skúsenosti (Les aventures et expériences du jeune René) de J.I. Bajza, est publié à Bratislava
- 1784 (voir 1536) : les autorités centrales hongroises s'installent à Buda, par suite le nombre d'habitants décroît et la situation économique de la ville se détériore (jusqu'en 1811) ; à partir de ce moment, Bratislava est uniquement la ville de couronnement (jusqu'en 1830) et le siège de la diète hongroise (jusqu'en 1848).

### 1784-1900
- 1784-1800 : le Séminaire Général (école du clergé catholique) travaille dans le château de Bratislava, un des étudiants est Anton Bernolák (voir 1787)
- 1784 : l'académie royale (fondée dans la ville de Trnava en 1777 à l'origine comme école de droit) est déplacée de Trnava à Bratislava
- 1787 : Anton Bernolák publie sa Dissertatio philologico-critica de litteris Slavorum, établissant les premières bases de la langue slovaque (basé sur les dialectes de Slovaquie occidentale, voir 1843)
- 1803 : le « Département de la langue et littérature tchèque-slovaque » est créé (à partir de l'Institut de la langue et littérature tchèque-slovaque fondé en 1801) au lycée évangélique luthérien (voir 1607)
- 1805 : (4e et plus connue) Paix de Presbourg (entre l'Autriche et la France après la victoire de Napoléon à la bataille d'Austerlitz) ; la rue de Presbourg à Paris rappelle cet événement
- 1809 : L'armée de Napoléon assiège et bombarde la ville ; Napoléon visite la ville ; les troupes de Napoléon réduisent le château de Devín à l'état de ruines
- 1811 : le château de Bratislava est détruit par un feu parti accidentellement des baraquements des soldats alors que ces derniers protégeaient la ville des troupes de Napoléon, il reste en ruines jusqu'aux années 1950 (précisément 1953)
- 1820 : Franz Liszt joue dans le palais De Pauli à l'âge de 9 ans
- 1829 : Ľudovít Štúr (voir 1843), chef du mouvement national slovaque, commence ses études au lycée évangélique luthérien (voir 1607) ; il y enseignera plus tard (il passera quelque 20 ans de sa vie dans cette école)
- 1829 : la Société tchèque-slave (aussi appelée « Société pour la langues et littérature tchèque-slovaque ») est créée par les étudiants du lycée évangélique luthérien dans le Département de la langue et littérature tchèque-slovaque (voir 1803) ; elle devient une entité importante du mouvement national slovaque
- 1830 : début du transport régulier de voyageurs et de marchandises par bateaux à vapeur sur le Danube et par ce biais l'industrialisation de la ville commence
- 1840 : la première ligne de chemin de fer de Hongrie et de Slovaquie est construite entre Bratislava et Svätý Jur (nord de Bratislava), elle est prolongée jusqu'à Trnava jusqu'en 1846
- 1843 (2 février) : Ľudovít Štúr et ses amis décident de codifier la langue slovaque parlée et basée sur les dialectes de Slovaquie centrale (voir 1787)
- 1848 : pendant la révolution de 1848, la diète Hongroise à Bratislava adopte et Ferdinand V ratifie (au Palais du Primat) la « Loi de mars », par laquelle le servage est partiellement aboli en Hongrie
- 1848-1849 : pendant la révolution de 1848, la ville est occupée par différentes armées
- 1848 : la ville est reliée à Vienne par le train
- 1850 : la ville est reliée à Budapest par le train
- fin du XIXe siècle : forte modernisation de la ville (réseaux d'égouts et de gaz 1856, téléphone et éclairage électrique 1884, eau courante et théâtre (aujourd'hui théâtre national slovaque) 1886, 2e pont permanent sur le Danube 1891 (voir aussi 1439), tramway 1895, électricité publique 1902) et industrialisation (usine chimique (aujourd'hui Istrochem) 1873, raffinerie de pétrole (aujourd'hui Slovnaft a.s.) 1895, etc.) ; Bratislava devient donc la deuxième ville industrielle de Hongrie durant les dernières décennies de l'empire austro-hongrois
- 1866 : les dernières batailles de la guerre entre l'Autriche et la Prusse ont lieu dans la ville.

### XXesiècle
- 1914-1919 : l'université (hongroise) Elisabeth s'installe dans la ville, c'est un précurseur de l'université (Slovaque) Comenius (voir 1919)
- fin 1918 : après la constitution de la Tchéco-Slovaquie à Prague le 28 octobre, les dirigeants de la ville (où environ 70 % de la population est allemande ou hongroise) veulent empêcher Bratislava de faire partie intégrante du nouvel état ; ils déclarent la ville une ville libre et la renomment Wilsonovo Mesto (Wilson Ville) d'après le président américain Wilson
- 1919 : la ville fait partie de la Tchéco-Slovaquie après avoir été prise par l'armée tchéco-slovaque le 1er janvier (rive gauche uniquement car la rive droite ne faisant pas partie de Bratislava à cette époque n'a été occupée que le 14 août) ; le 27 mars, le nouveau nom officiel de la ville devient « Bratislava » - au lieu de « Prešporok » (slovaque) / « Pressburg » (allemand) / « Pozsony » (hongrois)
- 1919 : l'Univerzita Komenského est fondée (aussi appelée université Comenius)
- 1926 : premières émissions de radio
- d'octobre 1938 à mars 1939 : le gouvernement de la Slovaquie autonome dans l'état tchécoslovaque (voir Jozef Tiso et République slovaque (1939-1945)) siège à Bratislava
- de novembre 1938 à 1945 : deux futurs quartiers de Bratislava (voir années 1940), Petržalka (allemand : Engerau) et Devín et ses alentours, sont occupés par les fascistes allemands
- 1939-1945 : capitale de la Slovaquie
- 1943-1948 : construction du tunnel traversant la colline du château
- juin 1944 : les Alliés bombardent la raffinerie (voir fin du XIXe siècle) et l'ouest de la ville
- de juin 1944 au 4 avril 1945 : la ville est occupée par l'armée allemande
- 4 avril 1945 : libération par l'armée soviétique (voir 1960) et réintégration dans la Tchécoslovaquie
- 1947 : trois futurs quartiers de Bratislava (voir années 1940), Rusovce (Oroszvár en hongrois), Čunovo (Dunacsúny) et Jarovce (Horvátjárfalu), sont rattachés à la Tchécoslovaquie au lieu de la Hongrie par le traité de Paris
- des années 1940 aux années 1970 : expansion de la ville (les villages suivants deviennent des quartiers de la ville : Karlova Ves en 1944, Devín + Dúbravka + Lamač + Petržalka (rive droite) + Prievoz + Rača + Vajnory en 1946, Čunovo + Jarovce + Rusovce (tous les trois sur la rive droite) + Devínska Nová Ves + Podunajské Biskupice + Vrakuňa + Záhorská Bystrica en 1972) et modernisation (en 1948 premier tournage d'un film dans la ville, Orchestre philharmonique slovaque 1949, Galerie nationale slovaque 1951, Académie des Sciences slovaque 1953, Galerie de Bratislava 1959, Télévision Slovaque 1956, tour de télévision (actuelle) sur la montagne Kamzík dans les années 1970, connexion au gazoduc Druzba d'URSS 1962, Festival de musique de Bratislava 1965, deuxième pont sur le Danube (Nový most) 1972, Bratislavské automobilové závody (BAZ, voir 1991) 1975)
- 1953-1962 : reconstruction du château de Bratislava (voir 1811)
- 1960 : construction de Slavín, un monument en l'honneur de l'Union soviétique (voir 1945)
- des années 1960 aux années 1980 : construction d'énormes zones résidentielles socialistes construites de panneaux appelés paneláks (e.g. à Rača, Dubravka, Lamač, Podunajské Biskupice, 1961-75 : à Ružinov, 1967-75 : à Karlova Ves, 1973-85 : à Petržalka (Pertžalka recense quelque 100 000 habitants à elle seule))
- 1967-1972 : construction du 2e pont sur le Danube (Nový most) ; pendant la construction de ce pont (à côté du château de Bratislava) et de ses routes d'accès, quasiment tout le quartier Juif du centre ville est détruit, y compris une magnifique synagogue
- 1er janvier 1968 : déclarée officiellement capitale de la Slovaquie (qui d'ailleurs n'existe pas encore officiellement - voir 30 octobre)
- 21 août 1968 : invasion par l'armée du Pacte de Varsovie (Printemps de Prague)
- 27 octobre 1968 : la loi sur la fédération est signée au château de Bratislava, elle stipule que la Tchécoslovaquie sera constituée de deux républiques, la Tchéquie et la Slovaquie, Bratislava étant la capitale de la Slovaquie
- 1969-1992 : capitale de l'État fédéral de Slovaquie (appelée officiellement République socialiste slovaque, et 1990-1992 République slovaque) dans la Tchécoslovaquie (voir 30 octobre 1968)
- des années 1980 aux années 2000 : Bratislava est la deuxième ville la plus riche (après Prague) d'Europe de l'Est quant au PIB par habitant (voir Bratislava, rubrique Économie)
- 1985 : construction du troisième pont sur le Danube (Prístavný most)
- 25 mars 1988 : la police socialiste disperse violemment une manifestation pacifique des catholiques : la première manifestation anti-Communiste en Tchécoslovaquie dans les années 1980
- septembre 1989 : Bratislava possède sa première messagerie électronique liée à Internet (via EUnet)
- 15 novembre 1989 : Alexander Dubček tient son premier discours depuis 1970 (aux habitants de Bratislava)
- 16 novembre 1989 : une journée avant la célèbre manifestation à Prague, les étudiants des universités slovaques manifestent contre les Communistes à Bratislava
- 19 novembre 1989 : création du premier parti politique non-communiste en Slovaquie, le « Public contre la Violence » (Verejnosť proti násiliu, VPN)
- 21 novembre 1989 : grand rassemblement des étudiants dans les rues de Bratislava
- 22 novembre 1989 : une centaine de milliers de personnes manifestent sur la place SNP (Place du Soulèvement National Slovaque) ; plusieurs autres manifestations suivront
- années 1990 : la population de Bratislava diminue officiellement pour la première fois depuis la fin du XVIIIe siècle : de 441 453 en 1991 à 428 672 en 2001
- 1991 : installation de Volkswagen à Bratislava, une des plus grandes sources de prospérité de Bratislava dans les années 1990 et 2000 (jusqu'en 1994 comme une coentreprise avec Bratislavské automobilové závody dont VW tenait 80 %, et depuis 1994, 100 % VW), voir aussi 2003
- 1991 : construction du 4e pont sur le Danube (Most Lafranconi)
- avril 1992 : première connexion Internet interactive de Slovaquie - 9600 bit/s lien SLIP de EUnet (université Comenius, Faculté de mathématiques et de physique) vers Technische Universität à Vienne
- 17 juillet 1992 : la Déclaration d'indépendance de la Slovaquie est adoptée par le parlement slovaque
- 23 juillet 1992 : lors de leur rencontre à Bratislava, les premiers ministres des deux États fédéraux de la Tchécoslovaquie s'accordent pour séparer la Tchéco-Slovaquie en deux États indépendants
- septembre 1992 : la constitution slovaque est adoptée le 1er septembre par le parlement slovaque et officiellement signée au château de Bratislava le 3 septembre
- depuis 1993 : capitale de la Slovaquie

### XXIesiècle
- 2003 : la millionième voiture est produite à Volkswagen Bratislava ; l'usine produit les modèles Touareg, Polo, Seat Ibiza, Golf, Bora 4 roues motrices et leurs dérivés en 2003
- 2003 : début de la construction du cinquième pont sur le Danube, Most Košická : la fin des travaux est prévue pour 2005.

## Structure ethnique
Lors des derniers siècles, la structure ethnique de la population de la ville a été la suivante :
- 1850 : Allemands 75 %, Slovaques 18 %, Hongrois 7,5 % (note : les données de populations avant 1869 ne sont pas complètement exactes)
- 1880 : Allemands 68 %, Slovaques 8 %, Hongrois 8 %
- 1910 : Allemands 40 %, Slovaques 15 %, Hongrois 40 % (note : période de magyarisation du royaume de Hongrie après 1848 ; immigration de Hongrois et donc magyarisation de Bratislava)
- 1919 (août) : Allemands 36 %, Slovaques 33 %, Hongrois 29 %, autres 1,7 %
- 1930 : Allemands 25 %, Slovaques 33 %, Tchèques 23 %, Hongrois 16 %, Juifs 3,833 % (note : émigration des Hongrois et inscription des Hongrois en tant que Tchèques ou Slovaques ; immigration de fonctionnaires et instituteurs Tchèques ; les Allemands restent le groupe majoritaire dans la vieille ville ; les Juifs sur le plan religieux représentent jusqu'à 12 % de population, donc beaucoup de Juifs se sont probablement fait inscrire comme Slovaques ou Allemands)
- 1940 : Allemands 20 %, Slovaques 49 %, Hongrois 9,525 %, Juifs 8,78 %
- 1961 : Allemands 0,52 %, Slovaques 95,15 %, Tchèques 4,61 %, Hongrois 3,44 %, Juifs 0 % (note : les Juifs sont exterminés pendant la Seconde Guerre mondiale et les survivants émigrent après)
- 1970 : Allemands 0,5 %, Slovaques 92 %, Tchèques 4,6 %, Hongrois 3,4 %
- 1991 : Allemands 0,29 %, Slovaques 93,39 %, Tchèques 2,47 %, Hongrois 4,6 %
- 2001 : Allemands 0,28 %, Slovaques 91,39 %, Tchèques et Moraves 2 %, Hongrois 3,84 %.